# Atletismo nos Jogos Pan-Americanos de 2003 - Salto em altura masculino
A prova do salto em altura masculino nos Jogos Pan-Americanos de 2003 foi realizada em 9 de agosto de 2003.

## Calendário
| Data        | Fase  |
| ----------- | ----- |
| 9 de agosto | Final |

## Medalhistas
| Ouro   | JAM Germaine Mason |
| Prata  | USA Jamie Nieto    |
| Bronze | USA Terrance Woods |

## Recordes
Recordes mundial e pan-americano antes da disputa dos Jogos Pan-Americanos de 2003.
| Tipo                             | Atleta           | Tempo  | Local         | Data                |
| -------------------------------- | ---------------- | ------ | ------------- | ------------------- |
|                                  | Javier Sotomayor | 2,45 m | Salamanca     | 27 de julho de 1993 |
| Recorde dos Jogos Pan-Americanos | Javier Sotomayor | 2,40 m | Mar del Plata | 25 de março de 1995 |

## Resultados
| Posição | Atleta                | Saltos  | Saltos   | Saltos   | Saltos   | Saltos   | Saltos  | Final     |
| Posição | Atleta                | 1       | 2        | 3        | 4        | 5        | 6       | Resultado |
| ------- | --------------------- | ------- | -------- | -------- | -------- | -------- | ------- | --------- |
| 1       | JAM Germaine Mason    | 2.16-O  | 2.20-XO  | 2.24-O   | 2.28-O   | 2.32-XO  | 2.34-XO | 2,34 m    |
| 2       | USA Jamie Nieto       | 2.16-O  | 2.20-O   | 2.24-O   | 2.28-XXO | 2.32-XXX |         | 2,28 m    |
| 3       | USA Terrance Woods    | 2.18-XO | 2.22-O   | 2.26-XXX |          |          |         | 2,22 m    |
| 4       | CUB Lisvany Pérez     | 2.16-O  | 2.20-O   | 2.24-XXX |          |          |         | 2,20 m    |
| 5       | BRA Fabrício Romero   | 2.16-O  | 2.20-XO  | 2.24-XXX |          |          |         | 2,20 m    |
| 6       | BRA Jessé de Lima     | 2.10-O  | 2.16-O   | 2.20-XXX |          |          |         | 2,16 m    |
| 7       | BAR Henderson Dottin  | 2.10-O  | 2.13-O   | 2.16-XO  | 2.20-XXX |          |         | 2,16 m    |
| 8       | HAI Huguens Jean      | 2.10-XO | 2.13-O   | 2.16-XO  | 2.20-XXX |          |         | 2,16 m    |
| 9       | BAH Romel Lightbourne | 2.00-O  | 2.10-XO  | 2.13-XO  | 2.16-XO  | 2.18-XXX |         | 2,16 m    |
| 10      | PER Alfredo Deza      | 2.13-XO | 2.18-XXX |          |          |          |         | 2,13 m    |
| 11      | BAH James Rolle       | 2.00-O  | 2.05-O   | 2.10-XXO | 2.13-X   |          |         | 2,10 m    |